# Сан Флоро
Сан Фло̀ро (на италиански: San Floro) е село и община в Южна Италия, провинция Катандзаро, регион Калабрия. Разположено е на 260 m надморска височина. Населението на общината е 699 души (към 2011 г.).